# Tzontecomapa
Tzontecomapa är en ort i Mexiko.   Den ligger i kommunen Acateno och delstaten Puebla, i den sydöstra delen av landet, 210 km öster om huvudstaden Mexico City. Tzontecomapa ligger 326 meter över havet och antalet invånare är 124.
Terrängen runt Tzontecomapa är kuperad åt nordost, men åt sydväst är den platt. Runt Tzontecomapa är det ganska tätbefolkat, med 104 invånare per kvadratkilometer. Närmaste större samhälle är Tlapacoyan, 15,3 km söder om Tzontecomapa. Omgivningarna runt Tzontecomapa är en mosaik av jordbruksmark och naturlig växtlighet.